# 點弦尾魚
點弦尾魚，為輻鰭魚綱鱸形目隆頭魚亞目慈鯛科的其中一種，分布於南美洲亞馬遜河、埃塞奎博河等流域，體長可達10公分，棲息在森林覆蓋的河川中底層水域，生活習性不明，可作為觀賞魚。